# Silvio Orlando (rugbista)
Silvio Orlando (Venezia, 9 febbraio 1981) è un allenatore ed ex giocatore italiano di rugby a 15, attivo nel ruolo di terza linea ala.
Quattordici volte internazionale, prese parte alla Coppa del Mondo 2007 in Francia.
Dopo il ritiro è passato alla carriera tecnica e, dal 2023, è allenatore del Villorba.
È cresciuto nel San Marco Mogliano, per poi passare a 18 anni alla Benetton Treviso, dove è rimasto per dodici stagioni e del quale nel 2007 divenne capitano. Nel 2010 è tornato a Mogliano.
Ha indossato la maglia azzurra per la prima volta nel Sei Nazioni 2004 contro l'Inghilterra (50-9 per gli inglesi).

## Palmarès
- Campionati italiani: 6
Benetton: 2002-03, 2003-04, 2005-06, 2006-07, 2008-09
Mogliano: 2012-13
- Coppe Italia: 1
Benetton: 2004-05